# Al-Salihíe
Al-Salihíe (en árabe: الصالحية‎ al-Ṣalihiyah o al-Ṣalheyya) es un distrito municipal de Damasco, Siria. Se encuentra al noroeste de la Ciudad Vieja, al pie del Monte Qasiún. El distrito es famoso por su cementerio de Hombres Santos. También alberga la sede del Parlamento Sirio y la mezquita Hanabila.

## Barrios
- Abu Jarash (12.798 habitantes)
- Al-Madaris (12.731 habitantes)
- Al-Mazra'un (6.818 habitantes)
- Qasyoun (22.017 habitantes)
- Shaykh Muhyi ad-Din (11.502 habitantes)
- Ceniza-Shuhada (6.437 habitantes)